# Маслов Андрій Володимирович
Андрій Володимирович Маслов (1 вересня 1990, с. Мухавка Чортківський район Тернопільська область, Україна — 12 квітня 2022, Донецька область, Україна) — український військовослужбовець Збройних сил України, учасник російсько-української війни.

## Життєпис
Народився 1990 року в селі Мухавці Чортківського району на Тернопільщині.
В 2016 році одружився та мешкав в селі Давидківці Колиндянської громади Чортківського району Тернопільської області.
На початку березня 2022 року відбув добровольцем на російсько-українську війну. Загинув 12 квітня 2022 року в боях з російськими окупантами на Донеччині. Похований 16 квітня 2022 року в селі Давидківцях Чортківського району Тернопільської області.
Залишились дружина та син.

## Нагороди
- орден «За мужність» III ступеня (17 червня 2022, посмертно) — за особисту мужність і самовіддані дії, виявлені у захисті державного суверенітету та територіальної цілісності України, вірність військовій присязі[1].